# Karl Menger
Karl Menger (ur. 13 stycznia 1902 w Wiedniu, zm. 5 października 1985 w Chicago) – austriacki matematyk, jeden z twórców teorii wymiaru, znany z konstrukcji kostki Mengera. Syn ekonomisty Carla Mengera.

## Życiorys
Menger kończył gimnazjum w Wiedniu razem z późniejszym laureatem Nagrody Nobla z fizyki Wolfgangiem Paulim, a następnie rozpoczął studia z fizyki na Uniwersytecie Wiedeńskim. Po jednym z wykładów matematycznych Hansa Hahna poświęconego nowemu podejściu do określenia pojęcia krzywej w matematyce, Menger porzucił fizykę i poświęcił się matematyce, kontynuując studia na Uniwesytecie Wiedeńskim.
Praca nad pojęciem krzywej doprowadziła Mengera do koncepcji wymiaru analogicznej do opracowanej nieco wcześniej przez Urysohna, lecz niezależnie od niego. Na podstawie uzyskanych wyników w roku 1924 obronił doktorat z matematyki, którego promotorem był Hans Hahn. Rok później wyjechał do Amsterdamu na zaproszenie Brouwera i spędził tam dwa lata, wykładając na Uniwersytecie Amsterdamskim. W roku 1927 wrócił do Wiednia, gdzie objął Katedrę Geometrii Uniwersytetu Wiedeńskiego. 
Interesował się też filozofią, był jednym z czternastu uczonych, którzy opublikowali w 1929 roku manifest Koła Wiedeńskiego. W roku 1937, w związku z sytuacją polityczną w Austrii, wyemigrował do USA, gdzie w latach 1937–1948 był profesorem na Uniwersytecie w Notre Dame. Zorganizował tam kolokwium, którego jednym z uczestników był Kurt Gödel, ale nie udało mu się namówić Gödla do przyjęcia posady uniwersyteckiej w Notre Dame. 
Z upływem czasu zainteresowania Mengera poszerzały się o nowe dziedziny matematyki – pracował nad zagadnieniami geometrii hiperbolicznej i teorii funkcji. Jego prace z geometrii nie wywarły jednak wpływu na matematykę amerykańską. 
W roku 1948 Menger przeniósł się do Illinois Institute of Technology (IIT) w Chicago i pozostał tam aż do przejścia na emeryturę w 1971. Dla uczczenia pamięci Karla Mengera w Instutycie co roku odbywa się wykład IIT Karl Menger Lecture, a także przyznawana jest nagroda studencka IIT Karl Menger Student Award wybitnemu studentowi.